# Stosunek cywilnoprawny
Stosunek cywilnoprawny – stosunek prawny regulowany normami prawa cywilnego. Stosunki cywilnoprawne istnieją tylko między podmiotami prawa cywilnego; nie są więc nimi stosunki między podmiotami a przedmiotami tego prawa (np. stosunkiem cywilnoprawnym jest stosunek kupujący – sprzedający, a nie jest nim stosunek właściciel – rzecz).

## Charakterystyka ogólna
Wyróżnia się proste stosunki cywilnoprawne, kiedy strona jest zobowiązana, a druga uprawniona (np. umowa darowizny) oraz złożone stosunki cywilnoprawne, kiedy obie strony stosunku są jednocześnie uprawnione i zobowiązane (np. umowa sprzedaży).
Stosunki cywilnoprawne charakteryzują się równorzędnością stron (brak prawnej podległości między stronami), ich autonomią (wolność wstąpienia w stosunek prawny i jego kształtowania), a ochrona interesów stron jest gwarantowana przez prawo do sądu. Stosunek cywilnoprawny powstaje, zmienia się i ustaje wskutek zdarzeń cywilnoprawnych.

## Elementy stosunku cywilnoprawnego
Nauka o prawie cywilnym wyróżnia w stosunku cywilnoprawnym kilka konstytuujących go elementów:
- podmioty (strony) – do tego, by być podmiotem stosunku cywilnoprawnego, trzeba mieć zdolność prawną,
- treść – skorelowane prawa i obowiązki stron.

Co do tych elementów w nauce panuje zgoda, jednak dalej już zaczynają się rozbieżności. Niekiedy za element stosunku cywilnoprawnego uważa się także:
- normę prawną go wyznaczającą,
- zdarzenia, z którymi system prawny wiąże powstanie, zmianę i wygaśnięcie stosunku cywilnoprawnego,

niekiedy zaś tylko jeszcze:
- przedmiot stosunku – wyznaczone treścią stosunku zachowania jego stron.

 Zapoznaj się z zastrzeżeniami dotyczącymi pojęć prawnych w Wikipedii.